# Wilhelm Prandtl
Wilhelm Antonin Alexander Prandtl  (Hamburgo, 22 de março de 1878 – Munique, 22 de outubro de 1956) foi um químico alemão.

## Vida
Filho do cervejeiro Antonin Prandtl d. J. (1842–1909), estudou química a partir de 1897 na Universidade de Munique, onde obteve um doutorado em 1901, com a tese Über einige neue Bestandteile des Euxenits, orientado por Karl Andreas Hofmann. Passou depois dois anos na Associação Austríaca de química e produtos metalúrgicos em Aussig e foi de 1903 a 1910 assistente de Albert Hilger e depois de Theodor Paul no Institut für Pharmazie und Laboratorium für Angewandte Chemie na Universidade de Munique. Em 1906 obteve a habilitação sob orientação de Adolf von Baeyer (Verbindungen höherer Ordnungen zwischen den Oxyden RO2 und R2O5. Ein Beitrag zur Systematik anorganischer Verbindungen), foi Privatdozent na Universidade de munique e em 1910 außerordentlicher Professor für anorganische Chemie und (unbesoldeter) Abteilungsleiter am Chemischen Labor da Academia de Ciências da Baviera (como sucessor de Hofmann). em 1917/1918 trabalhou no Kaiser-Wilhelm-Institut für Physikalische Chemie und Elektrochemie em Berlim, onde pesquisou sobre gases tóxicos sob direção de Fritz Haber.
Em 1935 deveria tornar-se professor ordinário por contrato com Heinrich Otto Wieland, mas que foi rejeitado devido à origem judaica de sua mulher. Em 1937 pelo mesmo motivo foi aposentado compulsoriamente.
Como não dispunha mais de um laboratório, voltou-se à história da química. Após a Segunda Guerra Mundial pode retomar seu cargo de professor em Munique (planmäßiger außerordentlicher Professor mit der Stellung eines ordentlichen Professors). Também dirigiu o "Seminário de História das Ciências Naturais" na universidade, sucessor de  Kurt Vogel. Cometeu suicídio em 1956. 
Era primo de Ludwig Prandtl.

## Obras
- com Julius Fessler, Hubert Gebele: Gaskampfstoffe und Gasvergiftungen: Wie schützen wir uns?, München: Gmelin 1931, 4. Auflage 1937
- Darstellung der Seltenen Erden, Zeitschrift für anorganische und allgemeine Chemie, Band 238, 1938, S. 321–334
- Antonin Prandtl und die Erfindung der Entrahmung der Milch durch Zentrifugieren, München 1938
- Die Literatur des Vanadins 1804-1905, Hamburg: Voss 1906
- Humphry Davy, Jöns Jacob Berzelius: Zwei führende Chemiker aus der 1. Hälfte des 19. Jahrhunderts, Stuttgart: Wissenschaftliche Verlags-Gesellschaft 1948
- Wellenlängen von Spektren in Angström- und E - Einheiten, München: Oldenbourg 1951
- Die Geschichte des chemischen Laboratoriums der Bayerischen Akademie der Wissenschaften in München, Weinheim 1952.
- Deutsche Chemiker in der ersten Hälfte des 19. Jahrhunderts: Johann Nepomuk Fuchs, Franz von Kobell, Johann Wolfgang Döbereiner, Justus Liebig, Friedrich Wöhler, Christian Friedrich Schönbein, Eilhard Mitscherlich, Heinrich Rose, Gustav Magnus, Weinheim: VCH 1956